# HD 212071
HD 212071，又名BD+50 3673，SAO 34335、HR 8519，是一颗恒星，视星等为6.42，位于銀經100.2，銀緯-5.11，其B1900.0坐标为赤經22h 16m 42s，赤緯+50° -5.11′ 39″。